# San Antonio Copalar 2da. Sección
San Antonio Copalar 2da. Sección är en ort i Mexiko.   Den ligger i kommunen Comitán Municipality och delstaten Chiapas, i den sydöstra delen av landet, 800 km öster om huvudstaden Mexico City. San Antonio Copalar 2da. Sección ligger 1 566 meter över havet och antalet invånare är 102.
Terrängen runt San Antonio Copalar 2da. Sección är huvudsakligen platt, men åt sydväst är den kuperad. Terrängen runt San Antonio Copalar 2da. Sección sluttar österut. Runt San Antonio Copalar 2da. Sección är det ganska tätbefolkat, med 96 invånare per kvadratkilometer. Närmaste större samhälle är Las Margaritas, 15,6 km nordost om San Antonio Copalar 2da. Sección. I omgivningarna runt San Antonio Copalar 2da. Sección växer huvudsakligen savannskog.